# جهاز قياس التسارع

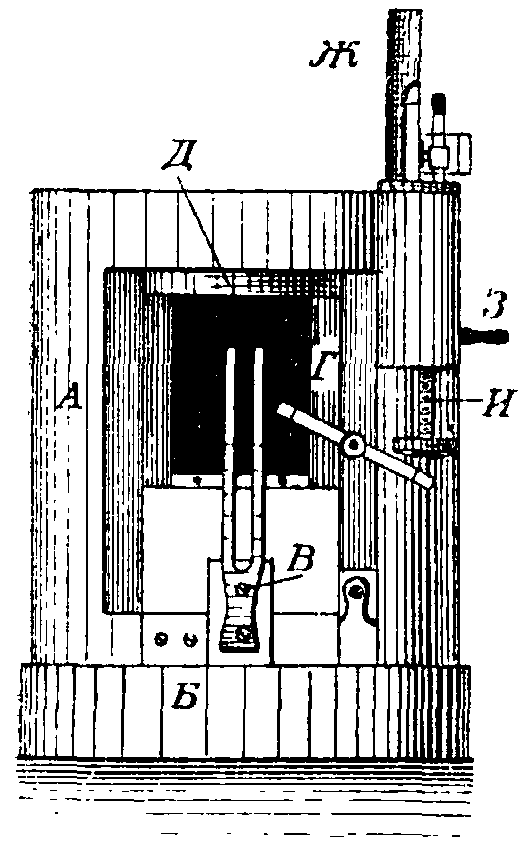

جهاز قياس التسارع (بالإنجليزية: Accelerograph)‏، هو جهاز قياس زلزالي، يُستعمل بخاصة لتسجيل الهزات الأرضية العنيفة ومدى تأثيرها في المنشآت والمباني، وهو في كثير من الأحيان يسجل مباشرة على الوسائط الرقمية ثم تنتقل البيانات عبر الإنترنت. يكون جهاز قياس التسارع مفيد أيضًا لدراسة الزلازل من وجهة نظر علمية. إذ يمكن استخدامه لإعادة بناء التاريخ التفصيلي لتمزق الصدع أثناء حدوث الزلزال، وهو ما لن يكون ممكناً باستخدام أجهزة رصد الزلازل من الأدوات القياسية لأنه سيكون بعيدًا جدًا في حل التفاصيل.